# 自然之门

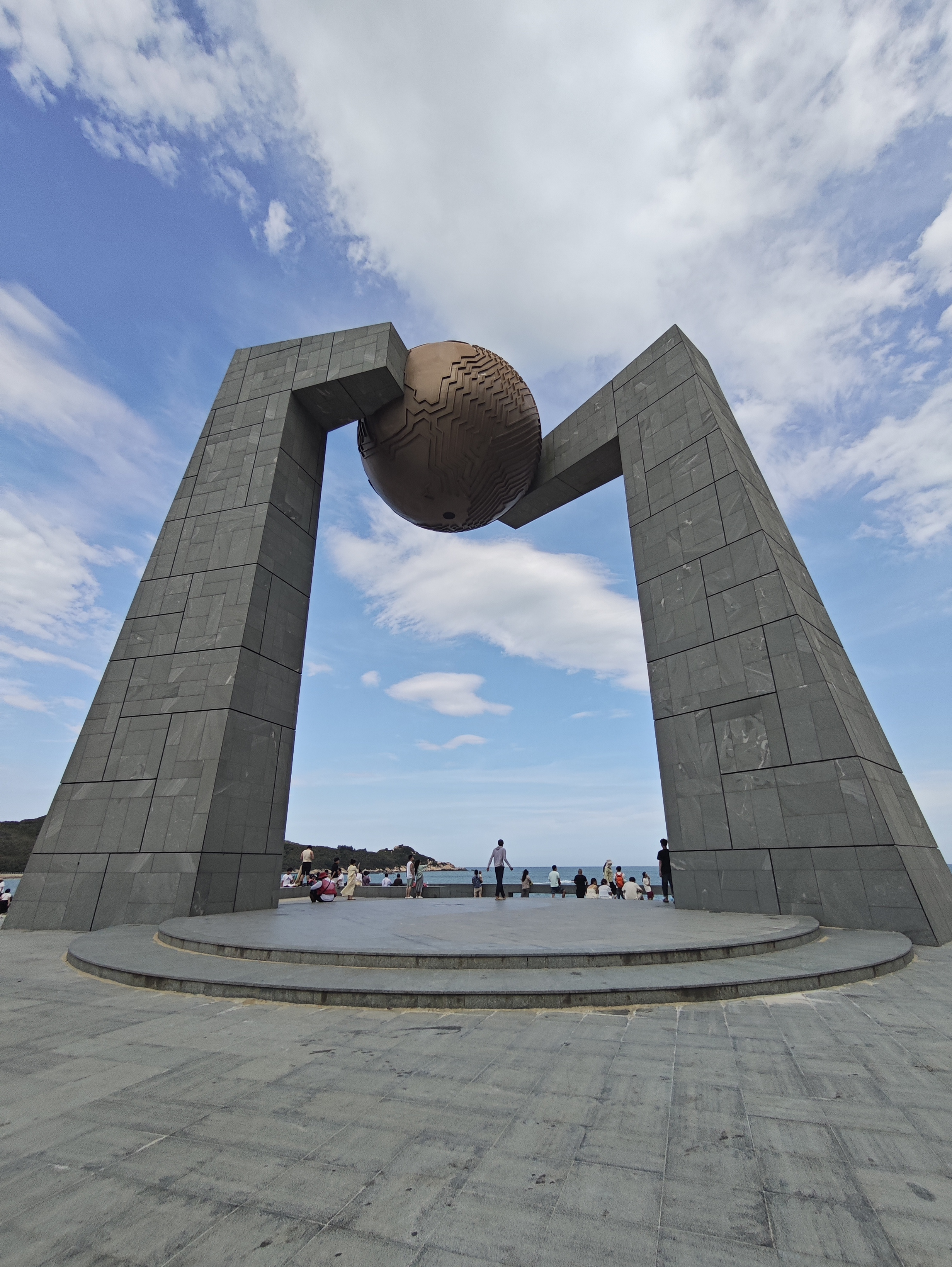
自然之门

“南澳北回歸綫標誌·自然之門”，位于广东省汕头市南澳岛青澳湾北回归线广场，与鸡笼山上的汕头北回归线标志塔遥相呼应，是中国大陆建成的第8座北回归线标志塔，也是唯一一座位于海岛上的北回归线标志塔。

## 简介
2010年，南澳县人民政府决定在南澳岛青澳湾中心区域开辟北回归线广场，建立北回归线标志雕塑，并在全国展开设计方案竞赛，经多轮研讨论证与风洞实验评估，最终采用二等奖“自然之门”设计方案。2011年9月23日，北回归线广场举行竣工典礼。
“自然之门”由汕头籍知名设计师郑少文设计，标志塔由基座、支柱和地球模型三部分组成，总高度20.42米，采用汉字“门”字进行演变造型，由两悬臂托起一个象征地球的球体，两门柱斜倾成23.6度，对应北回归线纬度23°26′，球体半径、短臂悬挑为3.21米（对应春分3月21日），长臂悬挑为6.22米（对应夏至6月22日），两柱距离为9.23米（对应秋分9月23日），从底座到球体高12.22米（对应冬至12月22日），底座两层方台形成中文“回”字，每年夏至正午，当太阳直射北回归线时，日影将穿过上方球体中心圆管，投射地台中央，呈现“立杆不见影”的自然奇观。